# 中新鼠海豚属
中新鼠海豚属（学名：Miophocaena），是鼠海豚科下已滅絕的一個屬，化石發現於日本。

## 下属物种
本属包括以下物种：
- 西野中新鼠海豚 Miophocaena nishinoi Murakami et al., 2012